# Blauregen
Der Blauregen (Wisteria), auch Wisterie, Wistarie, Glyzinie, Glyzine, Glycine oder Glycinie genannt, ist eine Pflanzengattung in der Unterfamilie der Schmetterlingsblütler (Faboideae) innerhalb der Familie der Hülsenfrüchtler (Fabaceae).

## Beschreibung

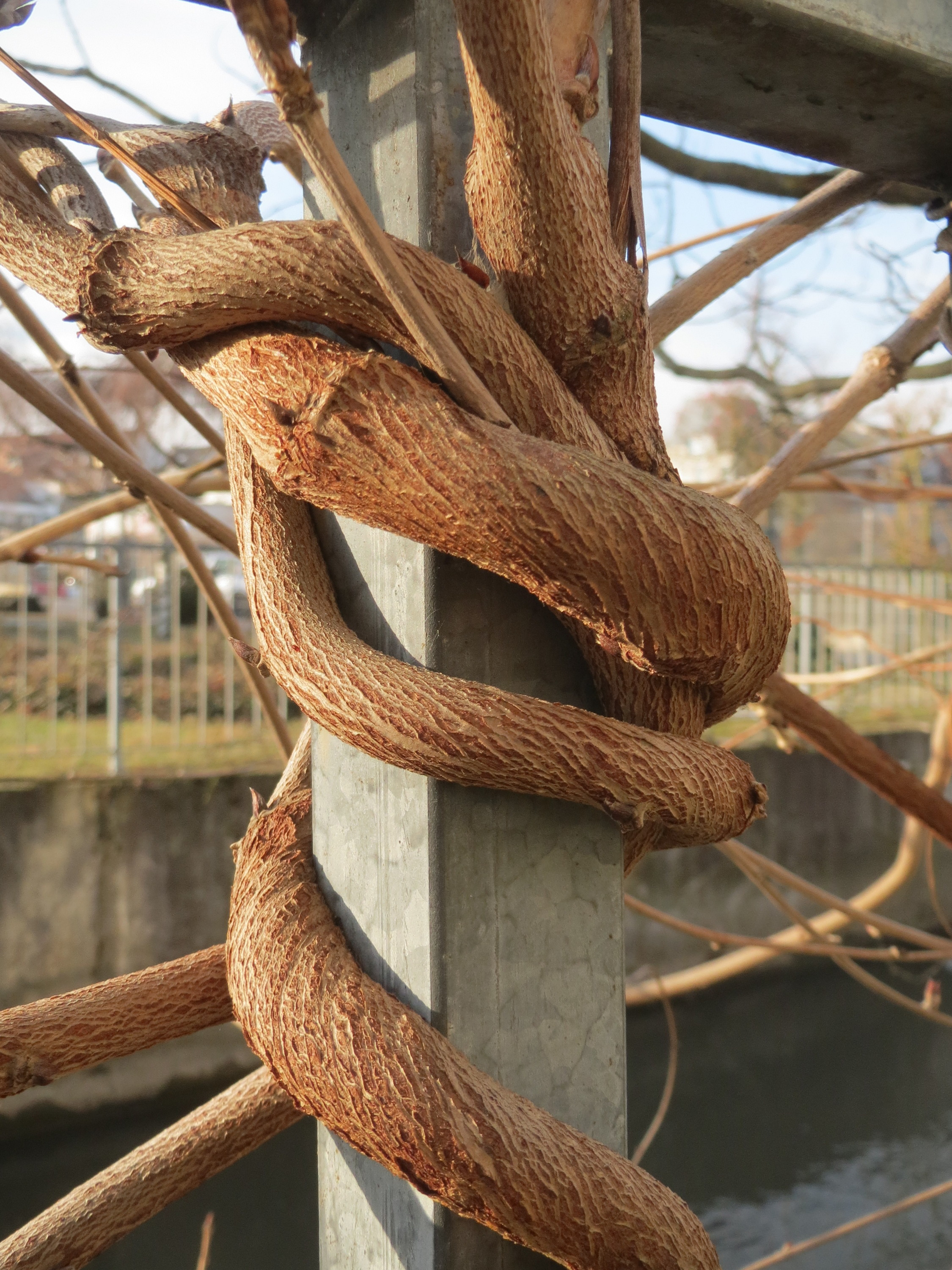
Sprossachse und Borke der Japanischen Wisteria (Wisteria floribunda)

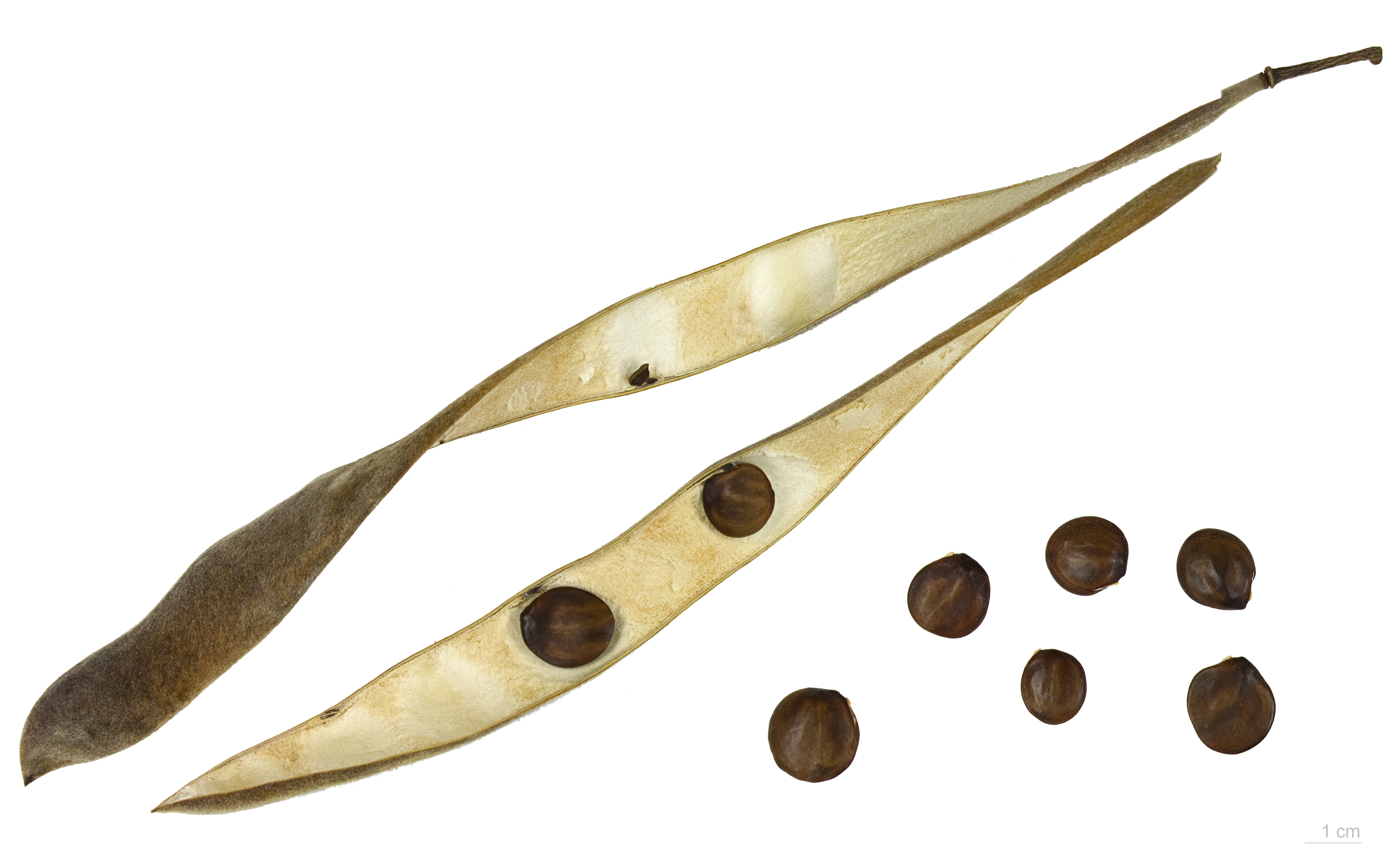
Hülsenfrucht sowie Samen der Japanischen Wisteria (Wisteria floribunda)

### Vegetative Merkmale
Alle Wisteria-Arten sind laubabwerfende, robuste, stark wachsende und verholzende Kletterpflanzen (Lianen) mit windenden Sprossachsen. Im Winter friert nur das junge Holz ein wenig zurück. Je nach Art können Wuchshöhen bis über 30 Metern (Wisteria sinensis) erreicht werden. Blauregen blüht zumeist zweimal jährlich, wobei die ersten Blüten im Frühjahr noch vor den Blättern erscheinen. Ein zweiter, viel schwächerer Blütenschub folgt im Juli/August. Die wechselständigen Laubblätter sind unpaarig gefiedert, die gestielten Fiederblättchen sind ganzrandig. Meist sind kleine abfallende Nebenblätter und Nebenblättchen vorhanden.

### Generative Merkmale
Es werden endständige, auffällige, große und hängende traubige Blütenstände gebildet mit früh abfallenden Tragblättern. Die duftenden, zwittrigen, gestielten Schmetterlingsblüten sind zygomorph und fünfzählig mit doppelter Blütenhülle. Die fünf Kelchblätter sind weitgehend miteinander verwachsen und erscheinen basal „aufgeblasen“. Die zwei oberen Kelchzipfel sind besonders kurz, die drei unteren sind länger. Die fünf Kronblätter sind blau, rosa, violett oder weiß. Die zwei geöhrten Flügel sind nicht mit dem gebogenen Schiffchen verwachsen. Der oberständige Fruchtknoten ist gestielt und der Griffel ist glatt, kahl. Die 10 Staubblätter sind diadelphisch. Es ist ein Diskus ausgebildet.
Die ein- bis mehrsamigen Hülsenfrüchte sind ledrig mit samtiger bis kahler Oberfläche. Reife Hülsenfrüchte explodieren bei Austrocknung regelrecht und schleudern dabei durch leicht schraubige Torsion der Fruchtklappen ihre Samen in oft beträchtliche Entfernung. Die rundlichen bis leicht nierenförmigen Samen sind flach.

## Toxische Inhaltsstoffe
In allen Pflanzenteilen werden Alkaloide gefunden. In den Samen und Hülsen sind hauptsächlich Lektine enthalten, beschrieben ist davon das Wisteria floribunda-Agglutinin, WFA. Die Struktur dessen, was oft als Wistarin bezeichnet wird, wurde noch nicht aufgeklärt.

## Verbreitung und Systematik
Wisteria-Arten stammen aus Ostasien und dem östlichen Nordamerika oder auch vielleicht Australien. In China kommen vier Arten vor, drei davon stammen von dort.
Die Gattung Wisteria wurde 1818 durch Thomas Nuttall in The Genera of North American Plants, Volume 2, S. 115–116 aufgestellt. Der botanische Gattungsname Wisteria ehrt den deutschamerikanischen Arzt Caspar Wistar (1761–1818). Die Schreibweise Wisteria (statt Wistaria) war zwar ein etymologischer Fehler, ist aber nach den Regeln der botanischen Nomenklatur (Internationaler Code der Botanischen Nomenklatur) beizubehalten. Synonyme von Wisteria Nutt. sind: Phaseoloides Duhamel, Rehsonia Stritch.

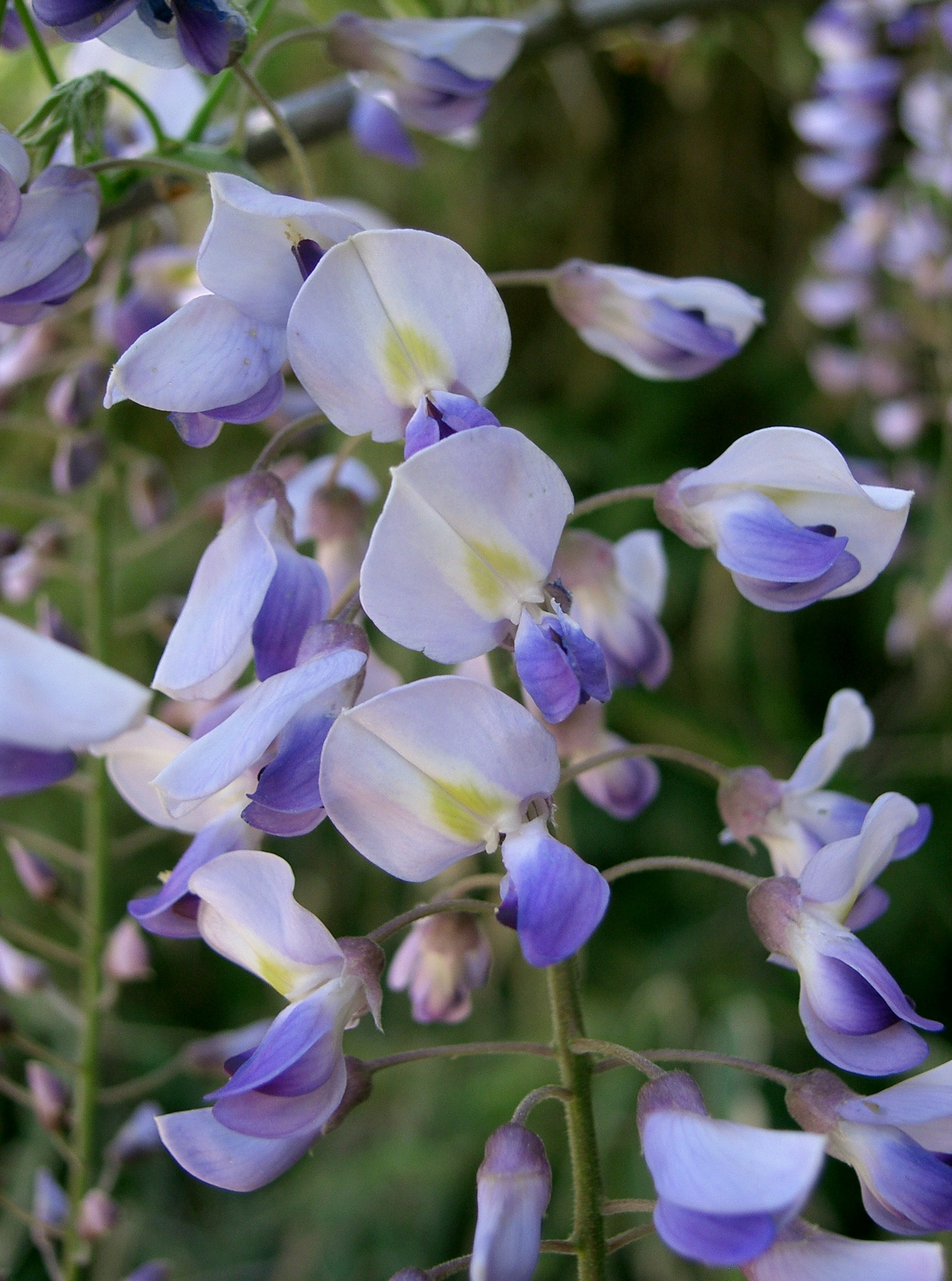
Zygomorphe Blüten der Japanischen Wisteria (Wisteria floribunda)

In der Gattung Wisteria gibt es sechs bis zehn Arten:
- Wisteria brachybotrys Siebold & Zucc.: Die Heimat ist Japan.[4]
- Wisteria brevidentata Rehder (sie könnte auch zu Wisteria sinensis gehören): Sie kommt in den chinesischen Provinzen Fujian und Yunnan vor.[4]
- Japanische Wisteria (Wisteria floribunda (Willd.) DC.): Ihre Heimat ist Japan.[4]
- Amerikanische Wisteria (Wisteria frutescens (L.) Poir.): Die Heimat sind die USA.[4] Mit den Varietäten:
  - Wisteria frutescens var. frutescens
  - Wisteria frutescens var. macrostachya Torr. & A.Gray (Syn.: Wisteria macrostachya (Torr. & A.Gray) Nutt. ex B.L.Rob. & Fernald)
- Chinesische Wisteria (Wisteria sinensis (Sims) Sweet, Syn.: Wisteria chinensis DC., Wisteria praecox Hand.-Mazz., Wisteria sinensis var. albiflora Lem.): Die Heimat ist China.[4]
- Wisteria venusta Rehder & E.H.Wilson (Syn.: Wisteria brachybotrys var. alba W.Mill.): Die Heimat ist China.[4]
- Wisteria villosa Rehder: Die Heimat sind die chinesischen Provinzen Anhui, Hebei, Henan, Jiangsu und Shandong.[4]

Heute in einer anderen Gattung:
- Millettia japonica (Siebold & Zucc.) A.Gray (Syn.: Wisteria japonica Siebold & Zucc.)

## Nutzung

### Hortikultur
Wisteria-Sorten werden in den gemäßigten Gebieten als Zierpflanzen verwendet. Bald nach ihrer Erstbeschreibung wurden sie in England für den Gartenbau eingeführt, in den USA ebenfalls seit dem frühen 19. Jahrhundert. W. sinensis und W. floribunda sowie ihre Hybride gelten im Freiland des Südostens der USA als invasive Arten.
Im japanischen Iya-Tal (Präfektur Tokushima) wurden zum Überqueren von Flüssen Brücken aus den dicken Schlingtrieben der Japanischen Wisteria (Wisteria floribunda) gebaut. Hierzu wurden die Lianen zusammengeflochten, nachdem sie eine ausreichende Länge erreicht hatten, und Holzplanken hinzugefügt.

### Medizinische Diagnostik
Diagnostische Nutzungen der Agglutinine werden als krankheitsspezifische Biomarker erwogen:
1. WFA-positives Mucin-1 stellt einen spezifischen Biomarker für das Gallengangskarzinom des Menschen dar.[9]
2. WFA-positives Mac-2 bindendes Protein (WFA+-M2BP) kann als Biomarker für die Leberzirrhose[10][11] und das Leberzellkarzinom infolge Hepatitis C[12] des Menschen dienen.

## Bilder
Blauregen-Sorten:

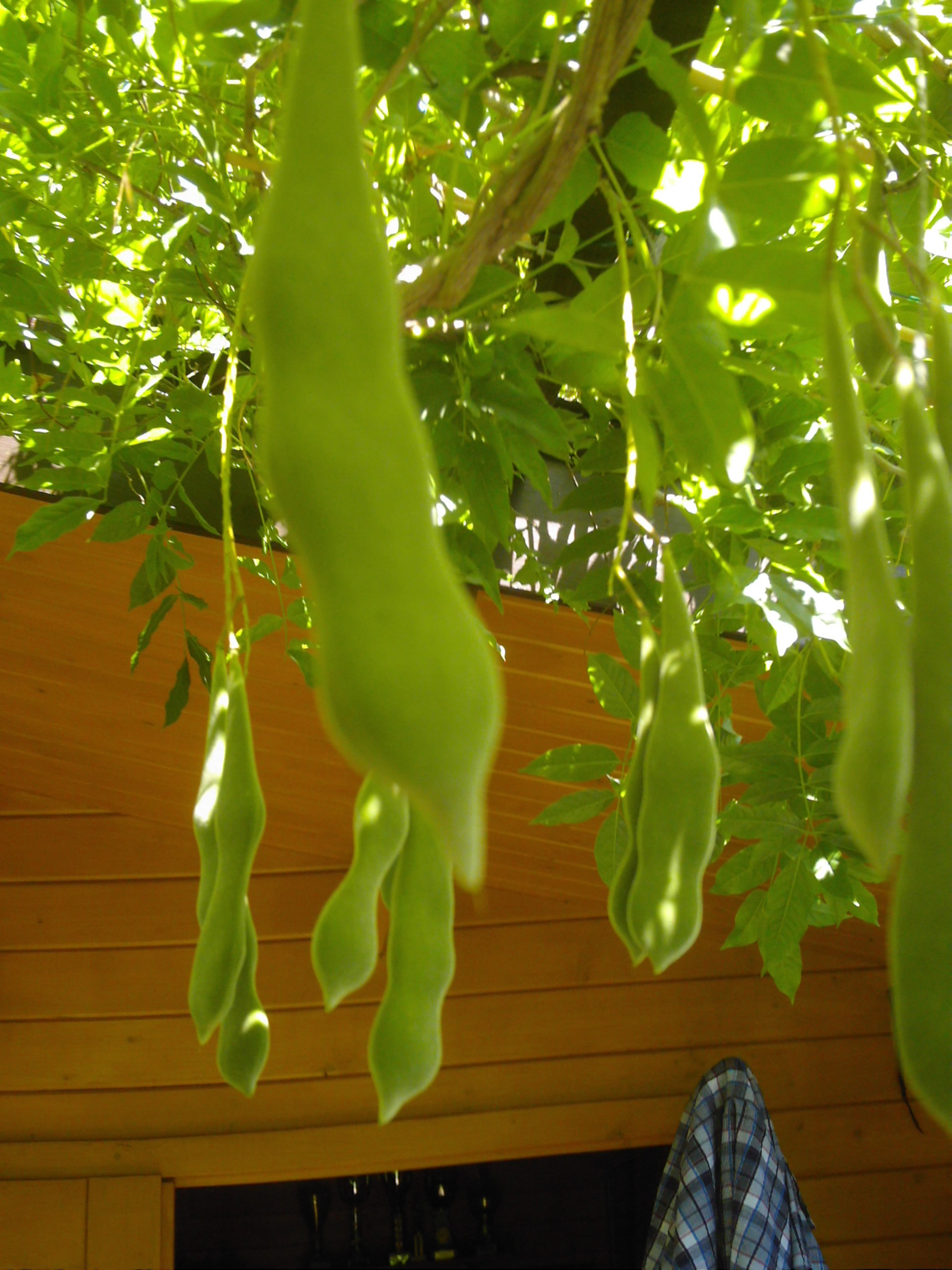
Blauregen-Früchte
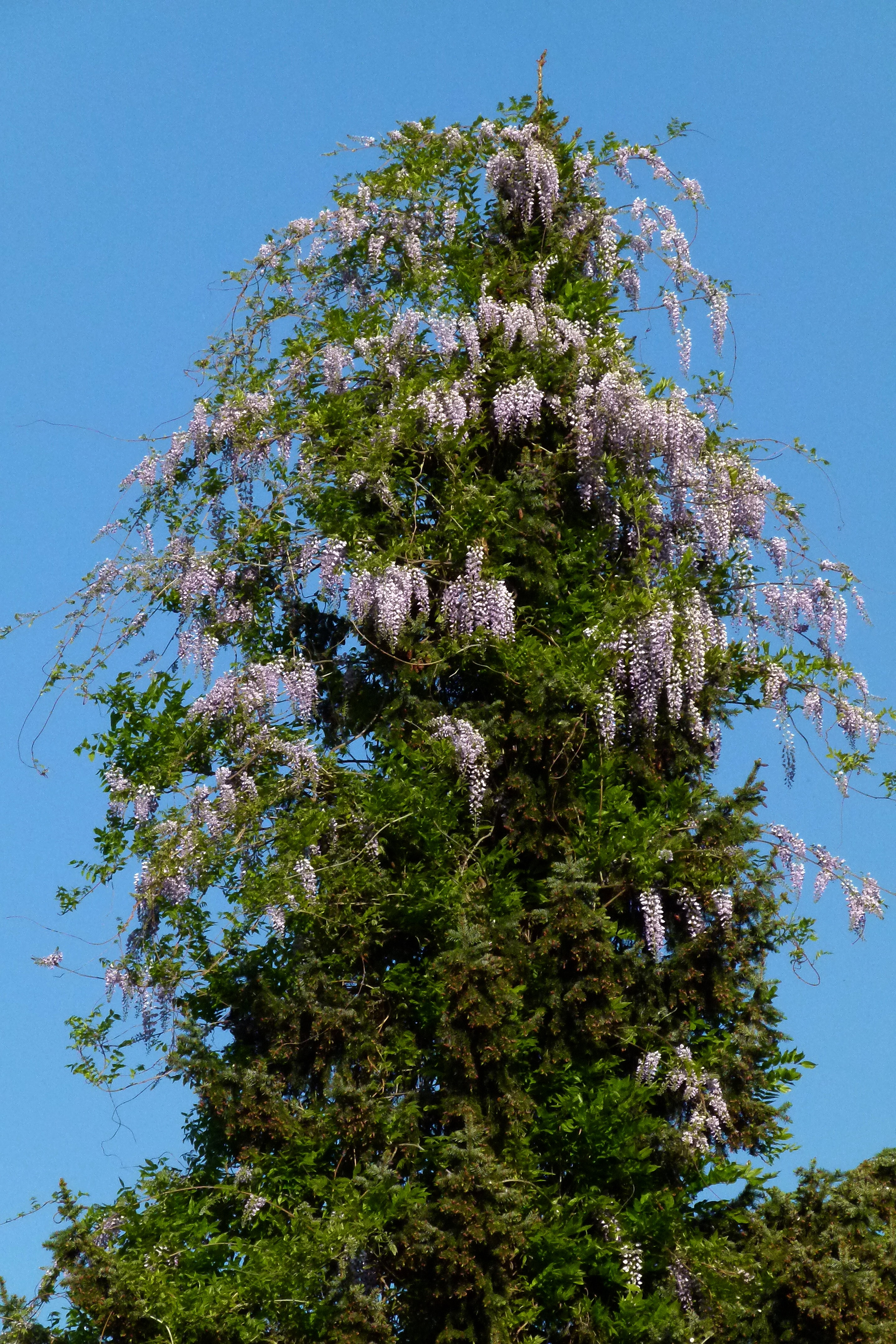
Blauregen in einer etwa 20 m hohen Fichte
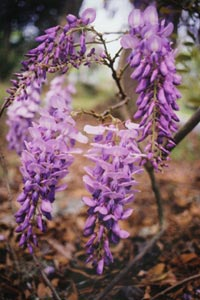
Blütenstände einer Wisteria
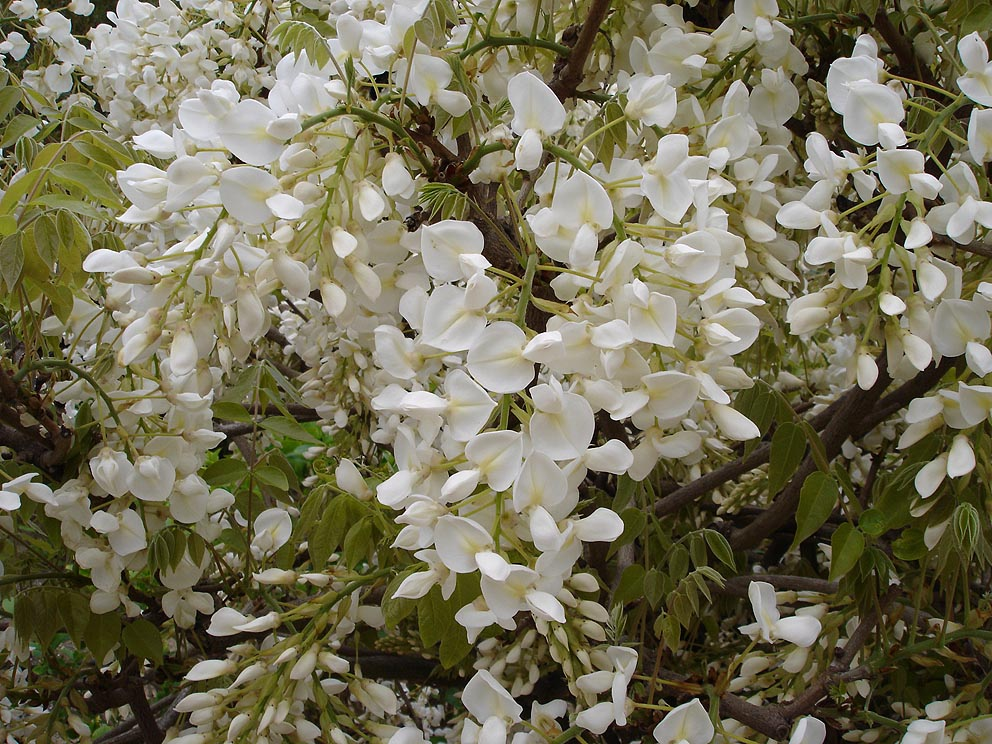
Weißblühende Wisteria
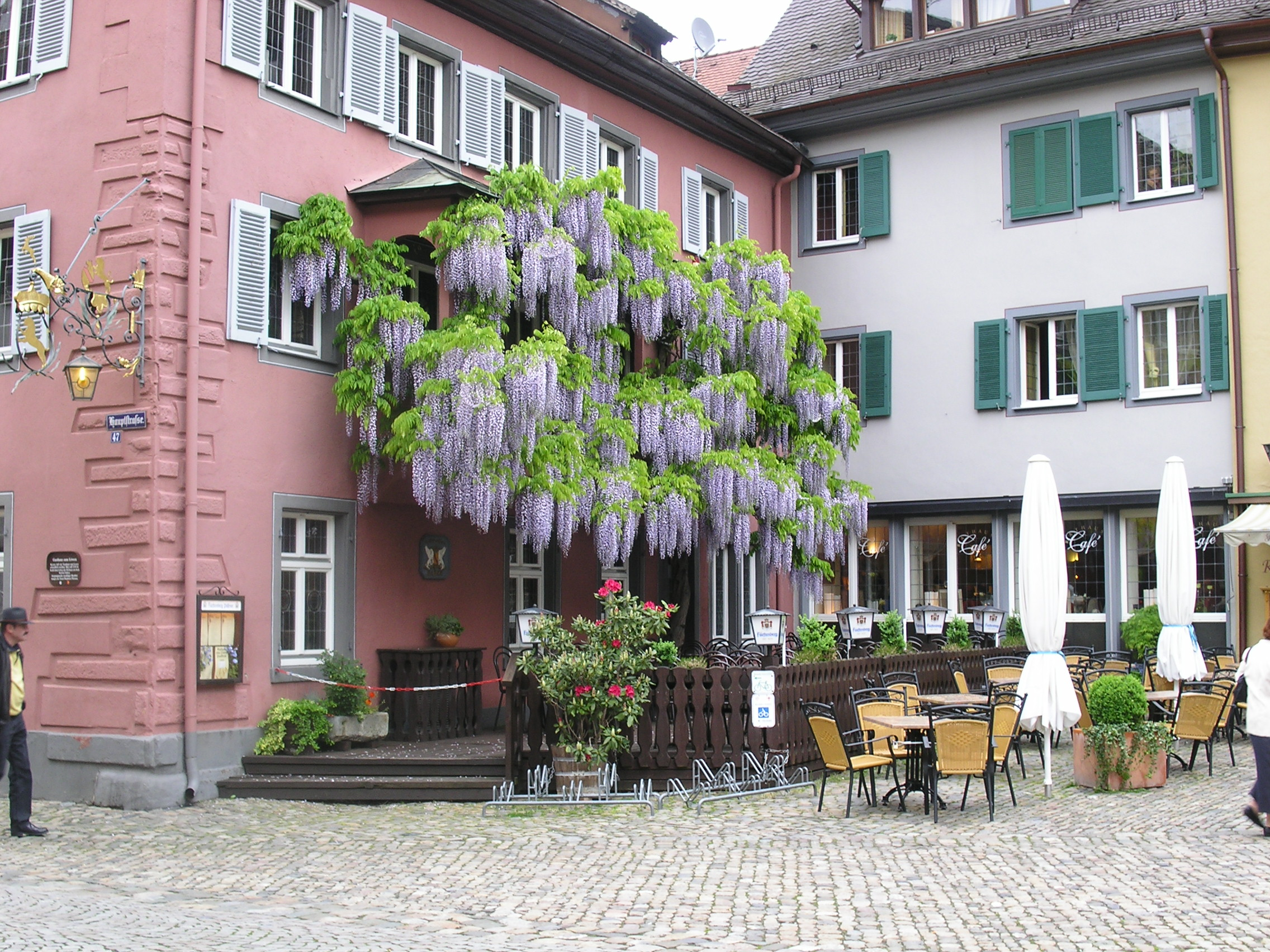
Habitus einer Chinesischen Wisteria in voller Blüte
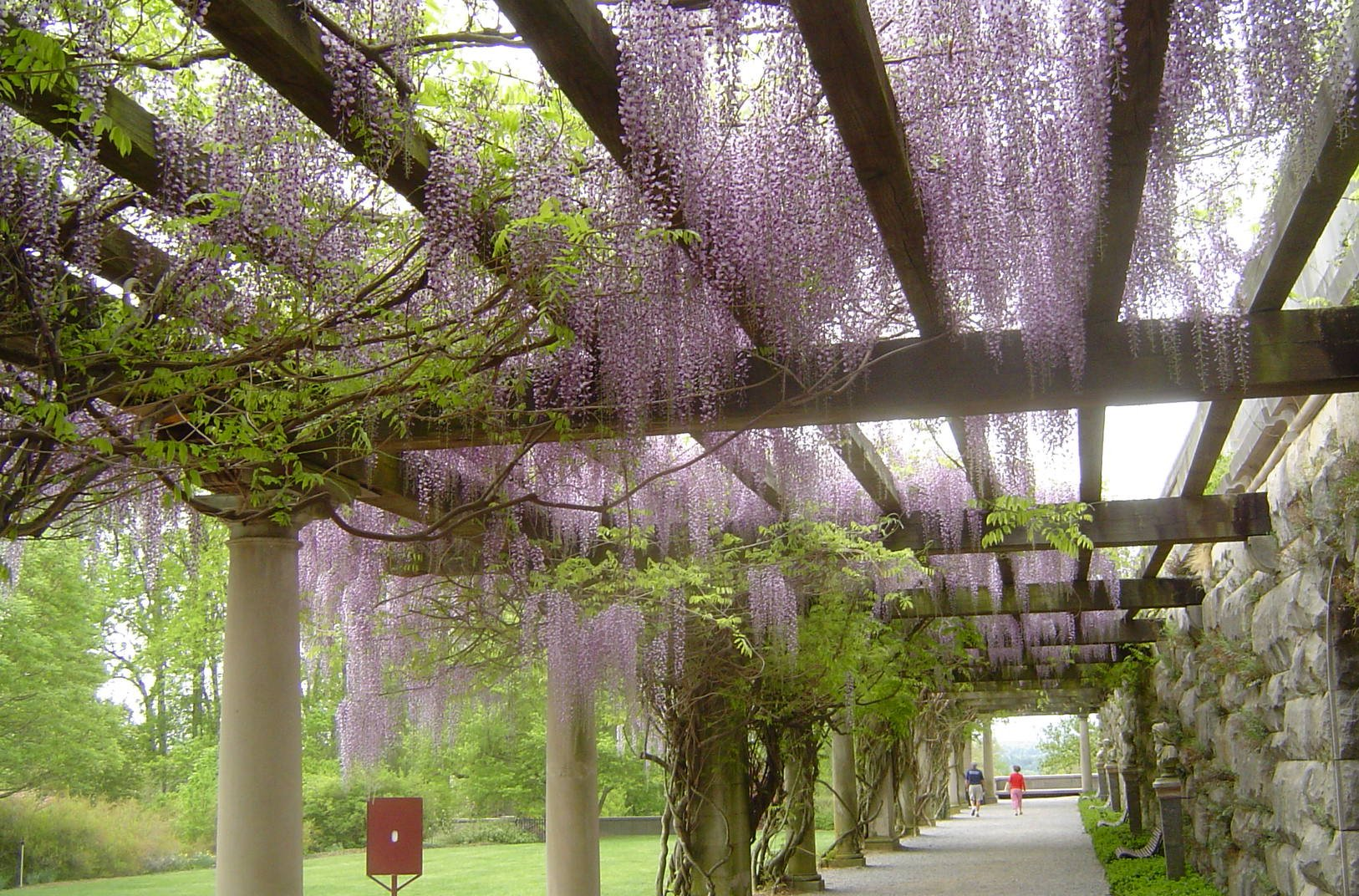
Blauregen-Pergola mit Japanischer Wisteria
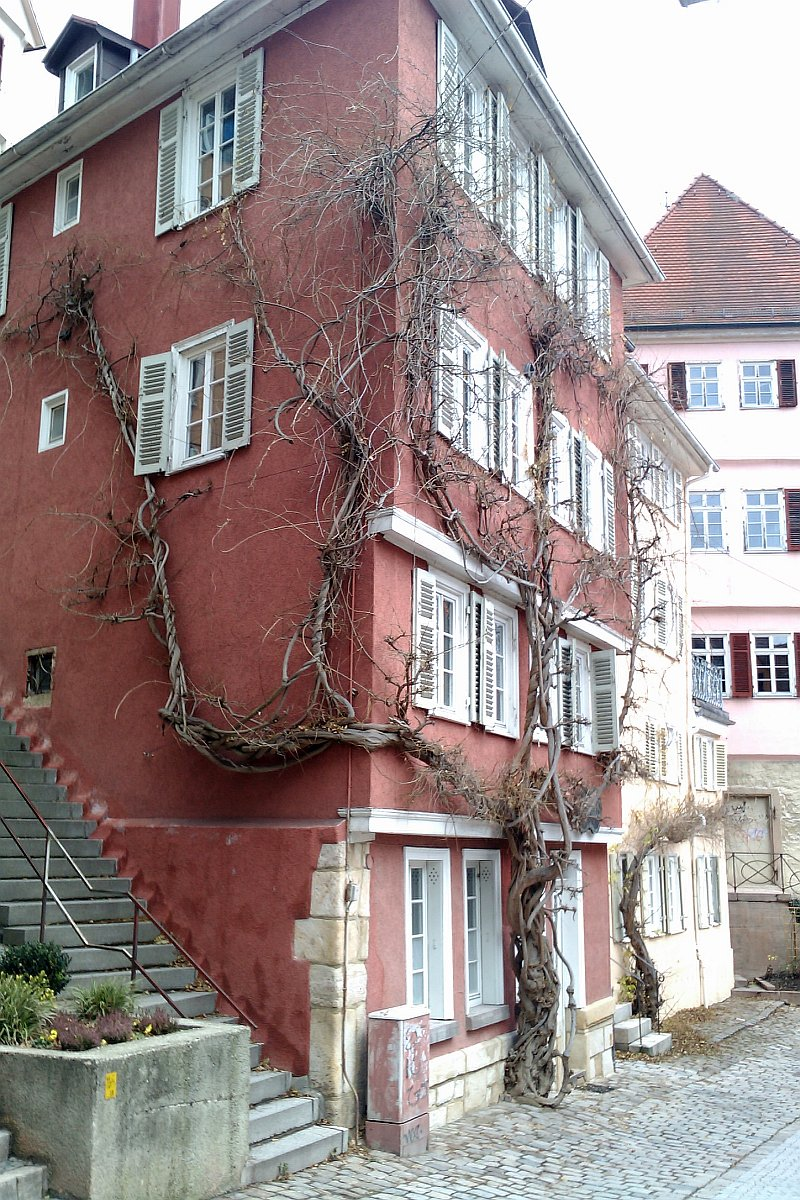
Fassade mit Chinesischem Blauregen im Winter
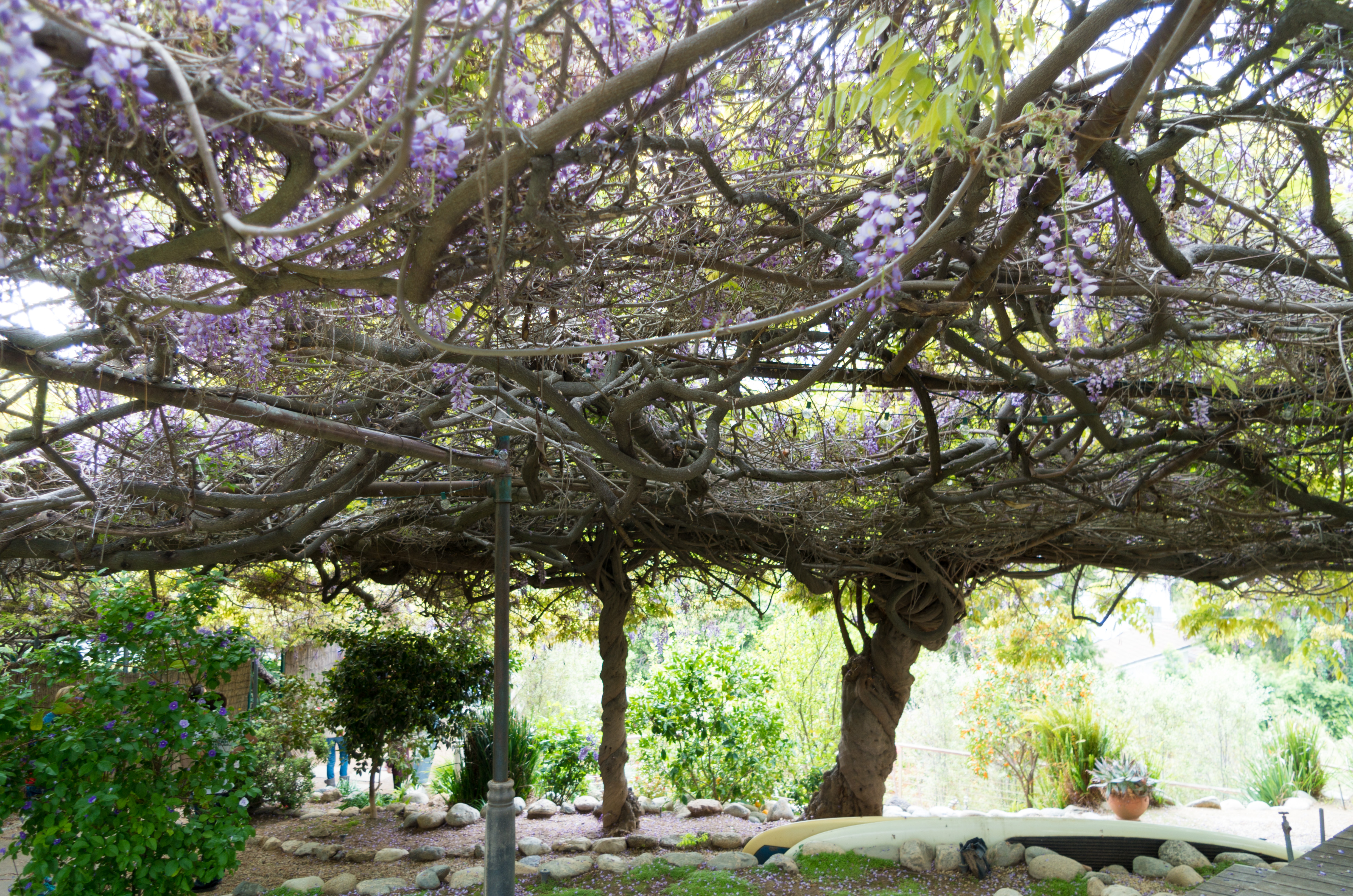
Der größte Blauregen der Welt in Sierra Madre (Kalifornien). Diese Chinesische Wisteria wurde um 1890 gepflanzt und bedeckt 4000 m².
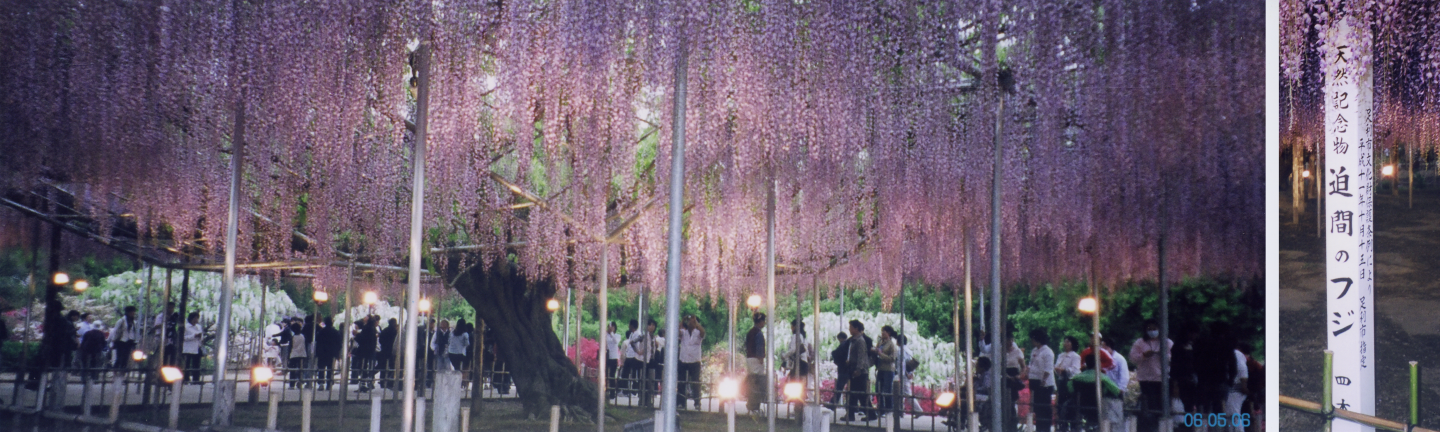
Die größte Wisteria Japans wurde 1870 gepflanzt und bedeckt 2000 m².
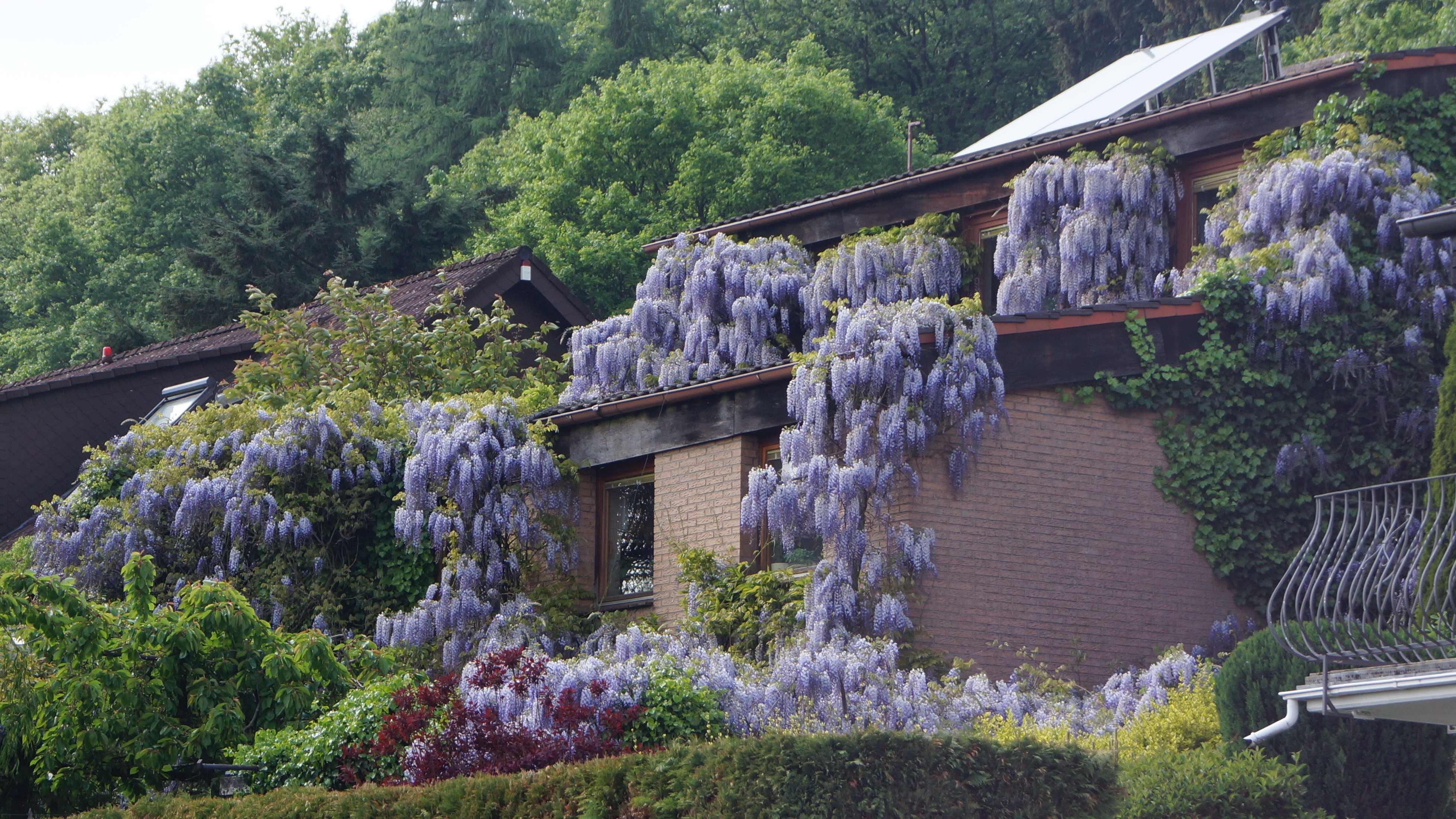
Kletternde Chinesische Glyzinien zur Blütezeit im Taunus.